# Neoplocaederus bicoloripes
Neoplocaederus bicoloripes es una especie de escarabajo longicornio del género Neoplocaederus, tribu Cerambycini, subfamilia Cerambycinae. Fue descrita científicamente por Atkinson en 1953.

## Descripción
Mide 23-28 milímetros de longitud.

## Distribución
Se distribuye por República Democrática del Congo.